# Литература постмодернизма
Литература постмодернизма — это явление литературы второй половины XX века, для которой характерно использование метапрозы, ненадежного повествования, самореференции, интертекста. Возникла как реакция на идеи Эпохи Просвещения, присущие модернистской литературе (разочарование в возможности найти смысл существования — отсюда вытекают ирония и абсурд; разочарование в гуманизме — отсюда вытекает чёрный юмор). 
Постмодернизм в литературе, как и постмодернизм в целом, с трудом поддаётся определению — нет однозначного мнения относительно точных признаков феномена, его границ и значимости. Но, как и в случае с другими стилями в искусстве, литературу постмодернизма можно описать, сравнивая её с предшествующим стилем. Например, отрицая модернистский поиск смысла в хаотическом мире, автор постмодернистского произведения избегает, нередко в игровой форме, саму возможность смысла, а его роман часто является пародией на этот поиск. 
Постмодернистские писатели ставят случайность выше таланта, а при помощи самопародирования и метапрозы ставят под сомнение авторитет и власть автора. 
Под вопрос ставится и существование границы между высоким и массовым искусством, которую постмодернистский автор размывает, используя пастиш и комбинируя темы и жанры, которые прежде считались неподходящими для литературы.

## Происхождение

### Значительные влияния
Постмодернистские авторы указывают некоторые произведения классической литературы как повлиявшие на их эксперименты с повествованием и структурой: это «Дон Кихот», «1001 ночь», «Декамерон», «Кандид» и др.
В англоязычной литературе роман Лоренса Стерна «Жизнь и мнения Тристрама Шенди, джентльмена» (1759), с его сильным акцентом на пародию и эксперименты с повествованием, часто упоминается в качестве раннего предшественника постмодернизма.
В литературе XIX века также встречаются нападки на идеи Просвещения, пародии и литературные игры, включая сатиру Байрона (в особенности его «Дон Жуан»); «Сартора Резартуса» Томаса Карлейля, «Короля Убю» Альфреда Жарри и его же патафизику; игровые эксперименты Льюиса Кэрролла со смыслом и значениями; работы Лотреамона, Артюра Рембо, Оскара Уайльда.
Среди драматургов, работавших в конце XIX — начале XX века и повлиявших на эстетику постмодернизма, были швед Август Стриндберг, итальянец Луиджи Пиранделло и немецкий драматург и теоретик Бертольт Брехт, также затрагивающий в своих произведениях тему соцреализма.
В начале XX века художники-дадаисты стали прославлять случайность, пародию, шутку и первыми бросили вызов авторитету художника.
Тристан Тцара утверждал в статье «Для дадаистского стихотворения»: чтобы сделать его, нужно только написать случайные слова, положить их в шляпу и вынуть одно за другим. Дадаистское влияние на постмодернизм также проявилось в создании коллажей.
Художник Макс Эрнст использовал в своих работах рекламные вырезки и иллюстрации популярных романов.
Художники-сюрреалисты, преемники дадаистов, продолжили эксперименты со случайностью и пародией, прославляя деятельность подсознания.
Андре Бретон, основатель сюрреализма, утверждал, что автоматическое письмо и описание снов должны играть важнейшую роль в создании литературы. В романе «Надя» он использовал автоматическое письмо, а также фотографии, которыми заменил описания, иронизируя таким образом над чересчур многословными романистами.
К экспериментам со смыслами художника-сюрреалиста Рене Магритта обращались в своих работах философы постмодернизма Жак Деррида и Мишель Фуко.
Фуко часто обращался к Хорхе Луису Борхесу, писателю, оказавшему значительное влияние на постмодернистскую литературу. Иногда Борхеса причисляют к постмодернистам, хотя писать он начал ещё в 1920-х. Его эксперименты с приёмами метапрозы и магическим реализмом были оценены только с приходом постмодернизма.

### Сравнение с модернистской литературой
И модернистское, и постмодернистское направление в литературе порывают с реализмом XIX века. В построении персонажей эти направления субъективны, они уходят от внешней реальности к исследованию внутренних состояний сознания, используя «поток сознания» (приём, доведённый до совершенства в произведениях писателей-модернистов Вирджинии Вульф и Джеймса Джойса) или объединяя лирику и философию в «исследовательской поэзии» наподобие «Бесплодной земли» Томаса Элиота. Фрагментарность — в устройстве повествования и персонажей — ещё одна общая черта модернистской и постмодернистской литератур. «Бесплодная земля» часто упоминается как пограничный пример между литературой модернизма и постмодернизма. Фрагментарность поэмы, части которой формально друг с другом не связаны, использование пастиша сближают её с постмодернистской литературой, однако рассказчик «Бесплодной земли» говорит, что «обломками сими подпёр я руины мои» («these fragments I have shored against my ruins»). В модернистской литературе фрагментарность и предельная субъективность отражают экзистенциальный кризис или фрейдистский внутренний конфликт, проблему, которую необходимо решить, и художник часто выступает тем, кто это может и должен сделать. Постмодернисты, однако, показывают непреодолимость этого хаоса: художник беспомощен, и единственное убежище от «руин» — это игра среди хаоса. Игровая форма присутствует во многих модернистских произведениях (в «Поминках по Финнегану» Джойса, в «Орландо» Вирджинии Вульф, например), которые могут казаться очень близкими постмодернизму, однако в последнем игровая форма становится центральной, а действительное достижение порядка и смысла — нежелательным.
Литературовед Брайан Макхейл, говоря о переходе от модернизма к постмодернизму, замечает, что в центре модернистской литературы стоит эпистемологическая проблематика, тогда как постмодернисты главным образом заинтересованы в онтологических вопросах.

### Переход к постмодернизму
Как и в случае с другими эпохами, нет никаких точных дат, которые могли бы обозначить расцвет и упадок популярности постмодернизма (при том что последний актуален и сегодня). 1941-й год, в котором умерли ирландский писатель Джеймс Джойс и английская писательница Вирджиния Вулф иногда указывается в качестве приблизительной границы начала постмодернизма.
Приставка «пост-» указывает не только на противопоставление модернизму, но и на преемственность по отношению к нему. Постмодернизм — это реакция на модернизм (и результаты его эпохи), последовавшая после Второй мировой войны с её неуважением к правам человека, только что утверждённых Женевской конвенцией, после атомных бомбардировок Хиросимы и Нагасаки, ужасов концлагерей и Холокоста, бомбардировок Дрездена и Токио. Его можно считать также реакцией на другие послевоенные события: начало Холодной войны, движение за гражданские права в США, постколониализм, появление персонального компьютера (киберпанк и гипертекстовая литература).
Начало литературного постмодернизма можно попытаться обозначить через значительные публикации и события в литературе. Некоторые исследователи называют среди таковых выход «Каннибала» Джона Хоукса (1949), первое исполнение спектакля «В ожидании Годо» (1953), первая публикация «Вопля» (1956) или «Голого завтрака» (1959). Точкой отсчёта могут служить и события литературной критики: лекция Жака Деррида «Структура, знак и игра» в 1966 году или эссе «Расчленение Орфея» Ихаба Хассана в 1971-м.

### Послевоенный период и ключевые фигуры
Хотя термин «постмодернистская литература» не относится ко всему написанному в период постмодернизма, некоторые послевоенные течения (такие как театр абсурда, битники и магический реализм) имеют значительное сходство. Эти течения иногда обобщённо причисляют к постмодернизму, поскольку ключевые фигуры этих течений (Сэмюэль Беккет, Уильям Берроуз, Хорхе Луис Борхес, Хулио Кортасар и Габриель Гарсиа Маркес) внесли значительный вклад в эстетику постмодернизма.
Произведения Жарри, сюрреалистов, Антонена Арто, Луиджи Пиранделло и других литераторов первой половины XX века, в свою очередь, повлияли на драматургов театра абсурда. Термин «Театр абсурда» был придуман Мартином Эсслином, чтобы описать театральное направление 1950-х гг.; он полагался на концепцию абсурда Альбера Камю. Пьесы театра абсурда во многом параллельны постмодернистской прозе. Например, «Лысая певица» Эжена Ионеско является, по сути, набором клише из учебника английского языка. Одной из крупнейших фигур, которые относят как к абсурдистам, так и к постмодернистам, является Сэмюэль Беккет. Его произведения часто считают переходными от модернизма к постмодернизму. Беккет был тесно связан с модернизмом благодаря своей дружбе с Джеймсом Джойсом; однако именно его работы помогли литературе преодолеть модернизм. Джойс, один из представителей модернизма, прославлял способности языка; Беккет говорил в 1945-м, что для того, чтобы выйти из тени Джойса, он должен сосредоточиться на бедности языка, обратиться к теме человека как недоразумения. Его поздние работы показывают персонажей, застрявшими в безвыходных ситуациях, они пытаются коммуницировать друг с другом и понимают, что лучшее, что они могут делать — это играть. Исследователь Ганс-Питер Вагнер пишет:
«Наиболее связанные с тем, что он считал невозможностями литературы (индивидуальность персонажей; достоверность сознания; надёжность самого языка и разделение литературы на жанры), эксперименты Беккета с формой и распадом повествования и персонажей в прозе и драматургии дали ему Нобелевскую премию по литературе 1969 года. Его произведения, опубликованные после 1969 года, являются, по большей части, металитературными попытками, которые следует читать в свете его собственных теорий и предыдущих произведений; это попытки деконструировать литературные формы и жанры. ‹…› Последний текст Беккета, опубликованный при его жизни, „Движение в неподвижности“ („Stirrings in Still“, 1988), стирает границы между драмой, прозой и поэзией, между собственными текстами Беккета, будучи почти полностью составленным из отголосков и повторений из его предыдущих работ. ‹…› Он был, безусловно, одним из отцов постмодернистского движения в прозе, которое продолжает расшатывать идеи логической последовательности повествования, формального сюжета, регулярной временной последовательности и психологически объяснимых персонажей».
Бит-поколение — такое имя дал недовольной молодёжи материалистических 1950-х писатель Джек Керуак; он развил идею автоматизма в то, что он называл «спонтанной прозой», и создал на её основе максималистский многороманный эпос под названием «Легенды Дулуза» в духе «Поисков потерянного времени» Марселя Пруста. Термин «бит-поколение» часто используется в более широком смысле, чтобы обозначить несколько групп американских послевоенных писателей, таких как Поэты Чёрной горы, Нью-Йоркская школа, Сан-Францисский ренессанс и т. д. Этих писателей также иногда относят к постмодернистам (например Джона Эшбери, Ричарда Бротигана, Гилберта Соррентино и др.). Один из писателей, связанный с Бит-поколением и часто упоминающийся в качестве постмодерниста, это Уильям С. Берроуз. Берроуз опубликовал «Голый завтрак» в Париже в 1959 году и в Америке в 1961-м; некоторые считают это первым настоящим постмодернистским романом из-за его фрагментарности, отсутствия центрального сюжета; он использует пастиш, собирая вместе элементы популярных жанров, таких как детектив и научная фантастика; он полон пародии, парадоксов, игры; по некоторым сведениям, друзья автора, Керуак и Гинзберг, редактировали текст романа случайным образом. Берроуз известен ещё и тем, что совместно с Брайоном Гайсином создал «метод нарезок» (схожий с «Дадаистским стихотворением» Тцары): слова и фразы вырезаются из газет или другого произведения и перемешиваются для создания нового сообщения. С помощью этой техники он создал такие романы как «Нова Экспресс» и «Билет, который лопнул».
Магический реализм — художественный метод, изобретённый латиноамериканскими писателями, в котором сверхъестественное переплетается с обыденным (известный пример: практичное и пренебрежительное отношение к персонажу-ангелу в рассказе «Очень старый человек с огромными крыльями» Габриэля Гарсиа Маркеса). Магический реализм, корни которого уходят в индейские легенды, стал центральной частью «латиноамериканского бума», движения, примыкающего к постмодернизму.
Вместе с Беккетом и Борхесом часто упоминаемой переходной фигурой является Владимир Набоков; как и они, Набоков начал публиковаться до начала эпохи постмодернизма (1926). Несмотря на это, его самый известный роман, «Лолита» (1955), может быть рассмотрен как постмодернистский, а поздние работы (в особенности «Бледный огонь», 1962, и «Ада», 1969) ещё более очевидно примыкают к постмодернизму.

### Границы
Постмодернизм в литературе не является организованным движением с лидерами и ключевыми фигурами; по этой причине гораздо сложнее сказать, закончился ли он, и закончится ли вообще (как, например, модернизм, закончившийся со смертью Джойса и Вульф). Возможно, своего пика постмодернизм достиг в 1960-е и 1970-е, когда были опубликованы «Уловка-22» (1961), «Заблудившись в комнате смеха» Джона Барта (1968), «Бойня номер пять» (1969) Курта Воннегута, «Радуга земного тяготения» Томаса Пинчона (1973) и др. Некоторые указывают на смерть постмодернизма в 1980-х, когда появилась новая волна реализма, представленная Раймондом Карвером и его последователями. Том Вулф в статье 1989 года «Охота на миллиардоногое чудовище» объявляет о новом акценте на реализм в прозе, который заменит постмодернизм. Имея в виду этот новый акцент, некоторые называют «Белый шум» Дона Делилло (1985) и «Сатанинские стихи» Салмана Рушди (1988) последними великими романами эпохи постмодернизма.
Тем не менее новое поколение писателей во всем мире продолжают писать если не новую главу постмодернизма, то что-то, что можно было бы назвать постпостмодернизмом.

## Общие темы и приёмы

### Ирония, игра, чёрный юмор
Канадский литературовед Линда Хатчеон называет постмодернистскую прозу «ироническими кавычками», так как большая часть этой литературы пародийна и иронична. Эта ирония, а также чёрный юмор и игровая форма (связанный с концептом игры у Деррида и идеями, высказанными Роланом Бартом в «Удовольствии от текста») являются самыми узнаваемыми чертами постмодернизма, хотя первыми их стали использовать модернисты.
Многих американских писателей-постмодернистов сперва причисляли к «чёрным юмористам»: это были Джон Барт, Джозеф Хеллер, Уильям Гэддис, Курт Воннегут и т. д. Для постмодернистов типично обращение с серьёзными темами в игривом и юмористическом ключе: так например Хеллер, Воннегут и Пинчон говорят о событиях Второй мировой войны. Томас Пинчон часто использует нелепую игру слов внутри серьёзного контекста. Так, в его «Выкрикивается лот 49» есть персонажи по имени Майк Фаллопиев и Стенли Котекс, а также упоминается радиостанция KCUF, в то время как тема романа серьёзна и сам он имеет сложную структуру.

### Интертекстуальность
Так как постмодернизм представляет идею децентрированной вселенной, в которой произведение индивида не является изолированным творением, то большое значение в литературе постмодернизма имеет интертекстуальность: отношения между текстами, неизбежная включенность любого из них в контекст мировой литературы. Критики постмодернизма видят в этом отсутствие оригинальности и зависимость от штампов. Интертекстуальность может быть отсылкой к другому литературному произведению, сравнением с ним, может провоцировать его пространное обсуждение или же заимствовать стиль. В постмодернистской литературе большую роль играют отсылки к сказкам и мифам (см. произведения Маргарет Этвуд, Дональда Бартельми и др.), а также популярным жанрам, таким как научная фантастика или детектив. Ранним обращением к интертекстуальности в XX веке, повлиявшем на последующих постмодернистов, является рассказ «Пьер Менар, автор Дон Кихота» Борхеса, главный герой которого переписывает «Дон Кихота» Сервантеса — книгу, которая в свою очередь восходит к традиции средневековых романов. «Дон Кихот» часто упоминается у постмодернистов (см. например, роман Кэти Акер «Don Quixote: Which Was a Dream»). Другой пример интертекстуальности в постмодернизме — это «Торговец дурманом» Джона Барта, отсылающий к одноимённому стихотворению Эбенезера Кука. Часто интертекстуальность принимает более сложную форму, чем единичная отсылка к другому тексту. «Пиноккио в Венеции» Роберта Кувера соединяет Пиноккио со «Смертью в Венеции» Томаса Манна. «Имя Розы» Умберто Эко принимает форму детективного романа и отсылает к текстам Аристотеля, Артура Конана Дойля и Борхеса.

### Пастиш
Пастиш — это комбинирование, склеивание элементов разных произведений и литературных жанров, часто рассматривается как один из приёмов интертекста. В постмодернистской литературе он тесно связан с идеей интертекстуальности — это отражение хаотического, плюралистического или переполненного информацией постмодернистского общества. Пастиш может быть данью стилям прошлого или пародией на них. Это может быть комбинация различных жанров, которая или создаёт уникальное повествование или используется для комментирования ситуации постмодерна: например, Уильям Берроуз использует научную фантастику, детективы, вестерны; Маргарет Этвуд — научную фантастику и сказки; Умберто Эко обращается к детективу, сказкам и научной фантастике. Хотя, как правило, пастиш означает смешение жанров, он может включать и другие элементы (типичные для постмодернистского романа приёмы метапрозы и временного искажения тоже можно включить в широкое понятие пастиша). Например, Томас Пинчон включает в свои романы элементы из детективов, научной фантастики и военной прозы; песни, отсылки к поп-культуре; известные, малоизвестные и вымышленные истории, смешанные вместе; реальных современных и исторических персонажей (Микки Руни и Вернер фон Браун, к примеру). В романе «Публичное сожжение» (1977) Роберт Кувер создаёт исторически недостоверный облик Ричарда Никсона, взаимодействующего с историческими и выдуманными персонажами, такими как Дядя Сэм и Бетти Крокер. Пастиш может быть связан с приёмами композиции, такими как «метод нарезок» Берроуза. Другим примером является роман «The Unfortunates» Б. С. Джонсона, страницы которого не переплетены и находятся в коробке, а читателю предлагается самому расположить их в каком угодно порядке.

### Метапроза
Метапроза — это текст о тексте; деконструктивистский подход, который делает искусственность искусства и вымышленность вымысла очевидным читателю.
Метапроза часто используется для устранения «репрессивной инстанции» автора, для неожиданных переходов в повествовании, продвижения сюжета по необычному пути, эмоциальной дистанцированности или комментирования повествовательного акта. Так например, роман Итало Калвино 1979 года «Если однажды зимней ночью путник» о читателе, который пытается читать роман с таким же названием. Курт Воннегут также использовал этот метод: первая глава его романа «Бойня номер пять» (1969) посвящена процессу написания романа; в остальных главах мы встречаемся с голосом автора, который пишет эту книгу. Хотя бо́льшая часть романа посвящена собственным переживаниям Воннегута во время бомбардировки Дрездена, Воннегут постоянно подчёркивает искусственность центрального сюжета, который содержит явно вымышленные элементы: инопланетян и путешествия во времени.

#### Фабуляция
Фабуляция — изначально психологический термин, означающий смесь вымышленного с реальным (в речи и памяти). Постмодернистский автор намеренно отказывается от жизнеподобия и понятия мимесиса, прославляя вымысел и чистое творчество. Фабуляция оспаривает традиционные структуру романа и роль рассказчика, включая в реалистическое повествование фантастические элементы, такие как миф и магия, или элементы из популярных жанров, таких как научная фантастика. Считается, что термин был придуман Робертом Сколсом в его книге «Фабуляторы». Хорошим примером фабуляции является книга Салмана Рушди «Гарун и Море историй».

#### Пойоменон
Пойоменон (от др.-греч.: ποιούμενον, «создание») — термин, придуманный исследователем Алистером Фаулером для особого типа метапрозы, в котором речь идёт о процессе творчества. Следуя Фаулеру, «пойоменон даёт возможность изучать границы вымысла и реальности — пределы повествовательной правды». Чаще всего, это книга о создании книги, или же этому процессу посвящена центральная метафора повествования. Типичными примерами могут быть «Сартор Резартус» Томаса Карлейля и «Тристам Шенди» Лоренса Стерна, в которых рассказчик безуспешно пытается рассказать свою биографию. Хорошим постмодернистским примером является «Бледный огонь» Владимира Набокова, в котором рассказчик, Кинбот, утверждает, что делает анализ поэмы Джона Шейда «Бледный огонь», однако в том, что, по-видимому, является примечаниями к поэме, мы видим историю отношений Шейда и Кинбота. Другими постмодернистскими примерами пойоменона являются трилогия Сэмюэля Беккета, в которую входят «Моллой», «Малон умирает» и «Безымянный», «Золотая тетрадь» Дорис Лессинг, «Мантисса» Джона Фаулза, «Бумажные людишки» Уильяма Голдинга, «Mulligan Stew» Гилберта Соррентино.

#### Историографическая метапроза
Линда Хачен ввела термин «историографическая метапроза» для обозначения произведений, в которых реальные события и фигуры додумываются и изменяются; известными примерами являются «Генерал в своём лабиринте» Габриэля Гарсиа Маркеса (о Симоне Боливаре), «Попугай Флобера» Джулиана Барнса (о Гюставе Флобере) и «Рэгтайм» Э. Л. Доктороу, в котором представлены такие исторические персонажи как Гарри Гудини, Генри Форд, эрцгерцог Франц Фердинанд, Букер Т. Вашингтон, Зигмунд Фрейд, Карл Юнг. В «Мейсоне и Диксоне» Томаса Пинчона также используется этот приём; например, в книге есть сцена, где Джордж Вашингтон курит марихуану. Джон Фаулз подобным образом поступает с викторианской эпохой в «Женщине французского лейтенанта».

### Временно́е искажение
Фрагментация и нелинейное повествование — главные особенности и модернистской и постмодернистской литературы. Временное искажение в постмодернистской литературе используется в различных формах, часто для придания оттенка иронии. Искажения времени появляются во многих нелинейных романах Курта Воннегута; самый известный пример — «отключившийся от времени» Билли Пилигрим из «Бойни номер пять». В рассказе «Няня» Роберта Кувера из сборника «Pricksongs & Descants» автор показывает несколько вариантов события, происходящих одновременно, — в одной версии няню убивают, в другой с ней ничего не случается и т. д. Таким образом, ни одна из версий рассказа не является единственно правильной.

### Магический реализм
Характерные черты магического реализма — смешение и сопоставление реалистического и фантастического или причудливого, искусные временные сдвиги, запутанные, подобные лабиринтам, повествования и сюжеты, многообразное использование снов, мифов и сказок, экспрессионистичная и даже сюрреалистичная описательность, скрытая эрудиция, обращение к неожиданному, внезапно шокирующему, страшному и необъяснимому. Темы и предметы часто воображаемые, несколько нелепые и фантастические, напоминающие о снах. Считается, что первой работой в стиле магического реализма стал сборник «Всемирная история бесславья» («Historia universal de la infamia») Хорхе Луиса Борхеса, вышедший в 1935 году. Среди других представителей — колумбийский романист Габриэль Гарсиа Маркес (в особенности его «Сто лет одиночества»), кубинец Алехо Карпентьер. Такие писатели, как Салман Рушди и Итало Кальвино часто обращаются к магическому реализму в своих произведениях.

### Технокультура и гиперреальность
Фредрик Джеймисон назвал постмодернизм «культурной логикой позднего капитализма». Термин «поздний капитализм» подразумевает, что общество из промышленного века вступает в информационный. Подобным образом Жан Бодрийяр утверждал, что постсовременность (postmodernity) является переходом к гиперреальности, в которой симуляция заменит реальность. В постсовременности человек перегружен информацией, технологии становятся центральной частью жизни многих людей, а наше понимание реальности опосредовано средствами её симуляции (ТВ, компьютер, мобильная связь, Интернет и т. д.). Многие произведения литературы обращаются к этой теме, используя иронию и пастиш. Например, в «Белом шуме» Дона Делилло герои попадают под «бомбардировку» телевидения: различными клише, названиями брендов и продуктов. Писатели-фантасты, такие как Уильям Гибсон, Нил Стивенсон и многие другие, в научно-фантастических произведениях обращаются к теме постмодернистской информационной «бомбардировки».

### Паранойя
Чувство паранойи, вера в то, что за мировым хаосом скрывается определённая система порядка, является частой постмодернистской темой. Возможно, наиболее известным и показательным примером является «Уловка-22» Джозефа Хеллера. Для постмодерниста нет никакой упорядочивающей системы, так что поиски порядка — бессмысленны и абсурдны. Часто паранойя переплетается с темами технокультуры и гиперреальности. Так, в «Завтраке для чемпионов» Курта Воннегута герой Двейн Гувер сходит с ума и начинает испытывать приступы жестокости после того, как ему внушили, что все люди в мире — роботы, а он — единственный человек. Психическим расстройством страдают герои и более поздних работ постмодернизма — например, «Бойцовский клуб» Чака Паланика, «Чапаев и Пустота» Виктора Пелевина и прочих произведений.

### Максимализм
Постмодернистская чувствительность требует, чтобы пародийное произведение пародировало саму идею пародии, а повествование — соответствовало изображаемому (то есть современному информационному обществу), расползаясь и фрагментируясь.
Некоторые критики, например Б. Р. Майерс, упрекают максималистские романы таких писателей, как Дейв Эггерс, в отсутствии структуры, в стерильности языка, языковой игре ради самой игры, отсутствии эмоционального вовлечения читателя. Всё это, по их мнению, снижает ценность такого романа до нуля. Однако есть примеры современных романов, где постмодернистское повествование сосуществует с эмоциональным вовлечением читателя: это «Мейсон и Диксон» Пинчона и «Бесконечная шутка» Д. Ф. Уоллеса.

### Минимализм
Для литературного минимализма характерна поверхностная описательность, благодаря которой читатель может принимать активное участие в повествовании. Персонажи в минималистских произведениях, как правило, не имеют характерных черт. Минимализм, в отличие от максимализма, изображает только самые необходимые, основные вещи, для него специфична экономия слов. Минималистские авторы избегают прилагательных, наречий, бессмысленных деталей. Автор, вместо того, чтобы описывать каждую деталь и минуту повествования, даёт только основной контекст, предлагая воображению читателя «дорисовать» историю. Чаще всего минимализм связывают с творчеством Сэмюэла Беккета. Среди современных представителей минимализма — Владимир Блинов, Владислав Кураш.
Для произведений пост-модернизма характерно изложение автором того, как он пишет данное произведение с переключениями от изложения процесса написания к самому произведению и обратно, при том что процесс написания перемежевывается со всевозможными внесюжетными рассуждениями и отсылками общего характера.

### Фрагментация
Фрагментация — ещё один важный аспект постмодернистской литературы. Различные элементы, относящиеся к сюжету, персонажам, темам, изображениям и фактическим ссылкам, фрагментированы и рассеяны на протяжении всей работы. В общем, есть прерванная последовательность событий, развитие характера и действия, которые могут на первый взгляд выглядеть современно. Однако фрагментация указывает на метафизически необоснованную, хаотичную вселенную. Это может происходить в языке, структуре предложения или грамматике. В Z213: Exit вымышленный дневник греческого писателя Димитриса Лиакос, одного из главных представителей фрагментации в постмодернистской литературе, используется почти телеграфный стиль, лишённый большей части статей и союзов. Текст перемежается с лакунами, а повседневный язык сочетается с поэзией и библейскими ссылками, приводящими к синтаксическому разрушению и искажению грамматики. Чувство отчуждения характера и мира создаётся языковой средой, изобретённой, чтобы сформировать своего рода прерывистую синтаксическую структуру, которая дополняет иллюстрацию подсознательных страхов и паранойи главного героя в ходе его исследования по-видимому хаотического мира.

## Различные взгляды
Постмодернистский писатель Джон Барт, много рассуждавший о феномене постмодернизма, написал в 1967 году эссе «Литература истощения»; в 1979 году он опубликовал новое эссе «Литература восполнения», в котором пояснял свою предыдущую статью. «Литература истощения» была о необходимости новой эпохи в литературе после исчерпавшего себя модернизма. В «Литературе восполнения» Барт писал:
«По моим понятиям, идеальный писатель постмодернизма не копирует, но и не отвергает своих отцов из двадцатого века и своих дедов из девятнадцатого. Первую половину века он таскает не на горбу, а в желудке: он успел её переварить. ‹…› Он, может быть, и не надеется растрясти поклонников Джеймса Миченера и Ирвинга Уоллеса, не говоря о лоботомированных масскультурой неучах. Но он обязан надеяться, что сумеет пронять и увлечь (хотя бы когда-нибудь) определённый слой публики — более широкий, чем круг тех, кого Манн звал первохристианами, то есть чем круг профессиональных служителей высокого искусства. ‹…› Идеальный роман постмодернизма должен каким-то образом оказаться над схваткой реализма с ирреализмом, формализма с „содержанизмом“, чистого искусства с ангажированным, прозы элитарной — с массовой. ‹…› По моим понятиям, здесь уместно сравнение с хорошим джазом или классической музыкой. Слушая повторно, следя по партитуре, замечаешь то, что в первый раз проскочило мимо. Но этот первый раз должен быть таким потрясающим — и не только на взгляд специалиста, — чтобы захотелось повторить».
Во многих постмодернистских романах говорится о Второй мировой войне. Один из самых известных примеров — это «Уловка-22» Джозефа Хеллера. Однако Хеллер утверждал, что его роман, как и многие другие американские произведения того времени, был более связан с послевоенной обстановкой в стране:
«Антивоенные и антиправительственные настроения в книге принадлежат периоду, последовавшему за Второй мировой войной: война в Корее, холодная война 1950-х. За войной последовал общий упадок веры, и он затронул „Уловку-22“ в том смысле, что сам роман почти распадается. „Уловка-22“ была коллажем: если не по структуре, то по идеологии самого романа… Не зная того, я был частью почти-движения в литературе. Когда я писал „Уловку-22“, Данливи писал „Человека с огоньком“, Джек Керуак писал „На дороге“, Кен Кизи писал „Пролетая над гнездом кукушки“, Томас Пинчон писал „V.“, а Курт Воннегут писал „Колыбель для кошки“. Я не думаю, что кто-то из нас знал друг о друге. По крайней мере, я не знал никого. Какие бы силы ни формировали направления в искусстве, но они задевали не только меня, но всех нас. Чувство беспомощности, страх преследования одинаково сильны в „Уловке-22“, и у Пинчона, и в „Колыбели для кошки“».
Писатель и теоретик Умберто Эко связывает идею постмодернизма с двойным кодированием:
«Постмодернистская позиция напоминает мне положение человека, влюблённого в очень образованную женщину. Он понимает, что не может сказать ей „люблю тебя безумно“, потому что понимает, что она понимает (а она понимает, что он понимает), что подобные фразы — прерогатива Барбары Картленд. Однако выход есть. Он должен сказать: „По выражению Барбары Картленд — люблю тебя безумно“. При этом он избегает деланной простоты и прямо показывает ей, что не имеет возможности говорить по-простому; и тем не менее он доводит до её сведения то, что собирался довести, — то есть, что он любит её, но что его любовь живёт в эпоху утраченной простоты».
Писатель Дэвид Фостер Уоллес в своём эссе 1990 года «E Unibus Pluram: Телевидение и проза США» проводит связь между развитием постмодернизма и развитием телевидения, с его склонностью к самоотсылкам и ироническим сопоставлениям: того, что показывается и того, что говорится. Этим, он утверждает, объясняется преобладание в постмодернистской литературе отсылок к поп-культуре:
«Именно в Америке ядерной эпохи влияние попа на литературу перестало быть только формальным. В те времена, когда телевидение только открыло рот и вдохнуло воздух, массовая поп-культура Соединённых Штатов, казалось, приблизилась к высокому искусству, накопив достаточно мифов и символов. В епископат движения поп-аллюзий вошли посленабоковские черные юмористы, метапрозаики, разного рода франко- и латинофилы, только потом получившие название „постмодернистов“. За эрудированными, сардоническими черными юмористами последовало поколение новых прозаиков, которые были не только космополиты и полиглоты, но и технически образованны; они считали себя „аван-авангардным“ порождением… культуры, которая самые важные вещи о себе заявляет при помощи средств массовой информации. В этой связи следует упомянуть, в частности, „Признания“ и „JR“ Уильяма Гэддиса, „Конец пути“ и „Торговца дурманом“ Барта, „Выкрикивается лот 49“ Пинчона… Здесь же „Публичное сожжение“ Роберта Кувера 1966 года, в котором Эйзенхауэр вступает в сексуальную связь с Никсоном в прямом эфире, и его же „A Political Fable“ 1968 года, в которой Кот в шляпе гонится за президентом».
Исследователь Ганс-Питер Вагнер предлагает следующий подход для определения постмодернистской литературы:
«Термин „постмодернизм“… может быть использован в двух случаях — во-первых, для обозначения периода после 1968 года (который будет охватывать все формы литературы, как новаторские, так и традиционные), а во-вторых, для описания высоко экспериментальной литературы, которая началась с произведениями Лоуренса Даррелла и Джона Фаулза в 1960-х и которая задохнулась вслед за произведениями Мартина Эмиса и шотландского „Химического поколения“ рубежа веков. Из этого следует, что термин „постмодернистская литература“ (postmodernist) используется для экспериментальных авторов (в особенности, Даррелла, Фаулза, Картер, Брук-Роуз, Барнса, Акройда и Мартина Эмиса), в то время как термин „литература [эпохи] постмодернизма“ (post-modern) применяется к менее новаторским авторам».

## Значительные произведения литературы постмодернизма
| Год     | Русское название                 | Оригинальное название                 | Автор                       |
| ------- | -------------------------------- | ------------------------------------- | --------------------------- |
| 1941    | Третий полицейский               | The Third Policeman                   | Фланн О’Брайен              |
| 1949    | Людоед                           | The Cannibal                          | Хоукс, Джон                 |
| 1951    | В дороге                         | On the Road                           | Керуак, Джек                |
| 1955    | Распознавание                    | The Recognitions                      | Гэддис, Уильям              |
| 1959    | Голый завтрак                    | Naked Lunch                           | Берроуз, Уильям             |
| 1960    | Торговец дурманом                | The Sot-Weed Factor                   | Барт, Джон                  |
| 1961    | Уловка-22                        | Catch-22                              | Хеллер, Джозеф              |
| 1961    | Мода на тёмно-зелёное            | The Lime Twig                         | Хоукс, Джон                 |
| 1961    | Мать Тьма                        | Mother Night                          | Воннегут, Курт              |
| 1962    | Бледное пламя                    | Pale Fire                             | Набоков, Владимир           |
| 1963    | Человек в высоком замке          | The Man in the High Castle            | Дик, Филип                  |
| 1963    | V.                               | V.                                    | Пинчон, Томас               |
| 1963    | Игра в классики                  | Rayuela                               | Кортасар, Хулио             |
| 1966    | Выкрикивается лот 49             | The Crying of Lot 49                  | Пинчон, Томас               |
| 1968    | Заблудившись в комнате смеха     | Lost in the Funhouse                  | Барт, Джон                  |
| 1969    | Бойня номер пять                 | Slaughterhouse-Five                   | Воннегут, Курт              |
| 1969    | Ада                              | Ada or Ardor: A Family Chronicle      | Набоков, Владимир           |
| 1970    | Москва-Петушки                   |                                       | Ерофеев, Венедикт           |
| 1970    | Выставка жестокости              | The Atrocity Exhibition               | Баллард, Джеймс             |
| 1971    | Страх и отвращение в Лас-Вегасе  | Fear and Loathing in Las Vegas        | Томпсон, Хантер Стоктон     |
| 1972    | Невидимые города                 | Le cittá invisibili                   | Кальвино, Итало             |
| 1972    | Химера                           | Chimera                               | Барт, Джон                  |
| 1973    | Радуга земного тяготения         | Gravity’s Rainbow                     | Пинчон, Томас               |
| 1973    | Автокатастрофа                   | Crash                                 | Баллард, Джеймс             |
| 1973    | Завтрак для чемпионов            | Breakfast of Champions                | Воннегут, Курт              |
| 1975    |                                  | JR                                    | Гэддис, Уильям              |
| 1975    | Иллюминатус!                     | The Illuminatus! Trilogy              | Ши, Роберт и Уилсон, Роберт |
| 1975    | Мертвый отец                     | The Dead Father                       | Бартельми, Дональд          |
| 1975    | Дальгрен                         | Dhalgren                              | Дилэни, Сэмюэль             |
| 1975    | Варианты выбора                  | Options                               | Шекли, Роберт               |
| 1976    | Школа для дураков                |                                       | Саша Соколов                |
| 1976    | Это я, Эдичка                    |                                       | Лимонов, Эдуард             |
| 1977    | Публичное сожжение               | The Public Burning                    | Кувер, Роберт               |
| 1977    | Дневник неудачника               |                                       | Лимонов, Эдуард             |
| 1978    | Жизнь, способ употребления       | La Vie mode d’emploi                  | Перек, Жорж                 |
| 1978    | Пушкинский дом                   |                                       | Битов, Андрей               |
| 1979    | Если однажды зимней ночью путник | Se una notte d’inverno un viaggiatore | Кальвино, Итало             |
| 1979    |                                  | Mulligan Stew                         | Соррентино, Гилберт         |
| 1980    | Сколь это по-немецки             | How German Is It                      | Абиш, Уолтер                |
| 1981    | 60 рассказов                     | Sixty Stories                         | Бартельми, Дональд          |
| 1981    | Ланарк                           | Lanark                                | Грей, Аласдер               |
| 1982    | Трансмиграция Тимоти Арчера      | The Transmigration of Timothy Archer  | Дик, Филип                  |
| 1982    | Мантисса                         | Mantissa                              | Фаулз, Джон                 |
| 1983    | Норма                            |                                       | Сорокин, Владимир           |
| 1984    | Хранители                        | Watchmen                              | Мур, Алан и др.             |
| 1984    | Тридцатая любовь Марины          |                                       | Сорокин, Владимир           |
| 1984    | Хазарский словарь                | Хазарски речник                       | Павич, Милорад              |
| 1985    | Белый шум                        | White Noise                           | Делилло, Дон                |
| 1985-86 | Нью-йоркская трилогия            | The New York Trilogy                  | Остер, Пол                  |
| 1986    | Червь                            | A Maggot                              | Фаулз, Джон                 |
| 1986    | Женщины и мужчины                | Women and Men                         | Макэлрой, Джозеф            |
| 1988    | Бельэтаж                         | The Mezzanine                         | Бейкер, Николсон            |
| 1988    | Маятник Фуко                     | Il pendolo di Foucault                | Эко, Умберто                |
| 1988    |                                  | Empire of Dreams                      | Браски, Джаннина            |
| 1988    | Любовница Витгенштейна           | Wittgenstein’s Mistress               | Марксон, Дэвид              |
| 1990    |                                  | My Cousin, My Gastroenterologist      | Лейнер, Марк                |
| 1991    | Американский психопат            | American Psycho                       | Эллис, Брет                 |
| 1991    | Какое надувательство!            | What a Carve Up!                      | Коу, Джонатан               |
| 1991    | Поколение X                      | Generation X                          | Коупленд, Дуглас            |
| 1993    | Вирт                             | Vurt                                  | Нун, Джефф                  |
| 1994    |                                  | A Frolic of His Own                   | Гэддис, Уильям              |
| 1995    | Тоннель                          | The Tunnel                            | Гэсс, Уильям                |
| 1995    |                                  | Sound on sound                        | Соррентино, Кристофер       |
| 1996    | Бесконечная шутка                | Infinite Jest                         | Дэвид Уоллес                |
| 1996    | Чапаев и Пустота                 |                                       | Пелевин, Виктор             |
| 1997    | Изнанка мира                     | Underworld                            | Делилло, Дон                |
| 1997    | Хроники заводной птицы           | ねじまき鳥クロニクル                  | Мураками, Харуки            |
| 1997    | Бесконечный тупик                |                                       | Галковский, Дмитрий         |
| 1998    | Сто братьев                      | The Hundred Brothers                  | Антрим, Дональд             |
| 1998    |                                  | Tomcat in Love                        | Обрайен, Тим                |
| 1998    |                                  | Yo-Yo Boing!                          | Браски, Джаннина            |
| 1999    | Поколение П                      |                                       | Пелевин, Виктор             |
| 1999    | Голубое сало                     |                                       | Сорокин, Владимир           |
| 1999    | Q                                | Q                                     | Лютер Блиссет               |
| 2000    | Дом листьев                      | House of Leaves                       | Данилевский, Марк           |
| 2001    | Жизнь Пи                         | Life of Pi                            | Мартел, Янн                 |
| 2001    | Аустерлиц                        | Austerlitz                            | Зебальд, Винфрид            |
| 2002    | Полная иллюминация               | Everything Is Illuminated             | Фоер, Джонатан Сафран       |
| 2004    | 2666                             | 2666                                  | Боланьо, Роберто            |
| 2009    |                                  | Z213: Exit                            | Лиакос, Димитрис            |